# Bonsall, California
Bonsall, California (енгл. Bonsall) насељено је место без административног статуса у америчкој савезној држави Калифорнија.

## Демографија
По попису из 2010. године број становника је 3.982, што је 581 (17,1%) становника више него 2000. године.
| Група             | 2000.         | 2010.         |
| Белци             | 2.496 (73,4%) | 2.757 (69,2%) |
| Афроамериканци    | 29 (0,9%)     | 67 (1,7%)     |
| Азијати           | 94 (2,8%)     | 138 (3,5%)    |
| Хиспаноамериканци | 729 (21,4%)   | 893 (22,4%)   |
| Укупно            | 3.401         | 3.982         |